# Rivière Ashuapmushuan
Rivière Ashuapmushuan är ett vattendrag i Kanada.   Det ligger i provinsen Québec, i den östra delen av landet, 400 km nordost om huvudstaden Ottawa.
Omgivningarna runt Rivière Ashuapmushuan är en mosaik av jordbruksmark och naturlig växtlighet. Runt Rivière Ashuapmushuan är det ganska tätbefolkat, med 108 invånare per kvadratkilometer.